# Neurocolpus flavescens
Neurocolpus flavescens är en insektsart som beskrevs av Willis Blatchley 1928. Neurocolpus flavescens ingår i släktet Neurocolpus och familjen ängsskinnbaggar. Inga underarter finns listade i Catalogue of Life.